# 케플러-10
케플러-10은 용자리 방향으로 지구로부터 약 564 광년 떨어져 있는 유사 태양이다. 케플러 호칭이 아닌 공식 명칭으로는 KOI-72로 표기한다. 이 별은 NASA의 케플러 우주선이 관측대상으로 삼은 천체로, 항성 앞을 통과하는 천체 중 '질량이 작은' 행성을 거느린 어머니 별로는 케플러 계획 중 최초로 등재되었다. 케플러 10은 태양보다 약간 더 가볍고 좀 더 작으며 근소하게 차갑다. 나이는 약 104억 년으로 태양의 약 2.6배 늙었다. 지금까지 케플러 10을 도는 외계 행성은 총 2개 발견되었다. 처음 발견된 케플러-10b는 암석 행성임이 '확실하게' 밝혀진 외계 행성으로 별을 8개월에 걸쳐 관측한 끝에 발견하였고 2011년 1월 10일 발견사실이 공식 발표되었다. b는 항성에 아주 가까이 붙어 있어 1회 공전하는 데 불과 0.8일밖에 걸리지 않으며 밀도는 철과 비슷하다. 두 번째 행성 케플러-10c는 어머니 별을 스피처 우주 망원경으로 추가 관측하여 발견했으며 2011년 5월 23일 발견 사실이 공식 발표되었다. c는 어머니 별을 약 42.3일에 1회 돌고 있으며 반지름은 지구의 두 배가 넘지만 밀도는 더 크다. 따라서 c는 2014년 6월 기준으로 가장 덩치가 크고 무거운 암석 행성으로 기록되었다.

## 명명법과 관측 역사
이 별은 케플러 탐사선이 관측한 10번째 행성계라는 의미에서 케플러-10 명칭이 붙었다.(케플러 탐사는 외계행성이 항성 앞을 통과하는 현상을 이용하여 지구 비슷한 행성을 찾아내려는 목적으로 NASA가 설계하였다.) 행성이 항성 앞을 지나가면서 별빛을 약간 가리며 이러한 광도감소 효과를 케플러 탐사선이 기록한다. 2009년 5월~2010년 1월까지 약 8개월의 누적 기록을 통해 케플러 팀은 케플러-10b를 케플러 인공위성이 발견한 최초의 암석형 외계행성으로 등록했다. 따라서 케플러-10은 궤도상에 작은 암석행성을 거느린 최초의 케플러 연구대상 항성이 된 셈이다. 발견사상 의의 때문에 하와이 소재 W. M. 켁 천문대가 케플러의 발견 자료를 우선적으로 검증했으며 b의 존재는 성공적으로 입증되었다. 케플러-10b 이전에도 암석 행성으로 '추정'되는 외계행성은 많이 발견된바 있다. 그러나 '확정적으로' 암석임이 입증된 천체는 케플러-10b가 최초이다.
b의 발견 사실은 2011년 시애틀에서 열린 미국 천문학 공동체(AAS) 동계미팅에서 공표되었다.  같은해 5월 23일 두 번째 행성 케플러-10c 발견 사실이 보스턴에서 열린 218차 AAS 미팅에서 발표되었다.

## 특징
케플러 10은 태양과 비슷한 G형 항성이다. 질량은 태양의 89.5%(± 6%)이며 반지름은 태양보다 5.6%(± 2.1%) 크다. 다만 대기에 있는 금속함량 [Fe/H] (항성 대기 중 철의 함유량)는 -0.15 (± 0.04)로 이는 태양 금속함량의 약 70% 수준이라는 뜻이다. 금속함량은 행성의 탄생과 만약 태어날 경우 이 행성들의 주요 조성물에 큰 영향을 끼친다. 덧붙여 케플러 10의 나이는 약 119억 년에 표면온도는 5627 (± 44) K으로 태양의 나이가 약 46억 년에 표면 온도가 5778 K임을 고려할 때 훨씬 더 늙었으며 온도는 약간 차갑다.
케플러-10은 지구로부터 약 564 광년(173 ± 27 파섹) 떨어져 있다. 겉보기 등급은 10.96으로 맨눈으로는 볼 수 없으며 아마추어 망원경으로 관측이 가능하다.

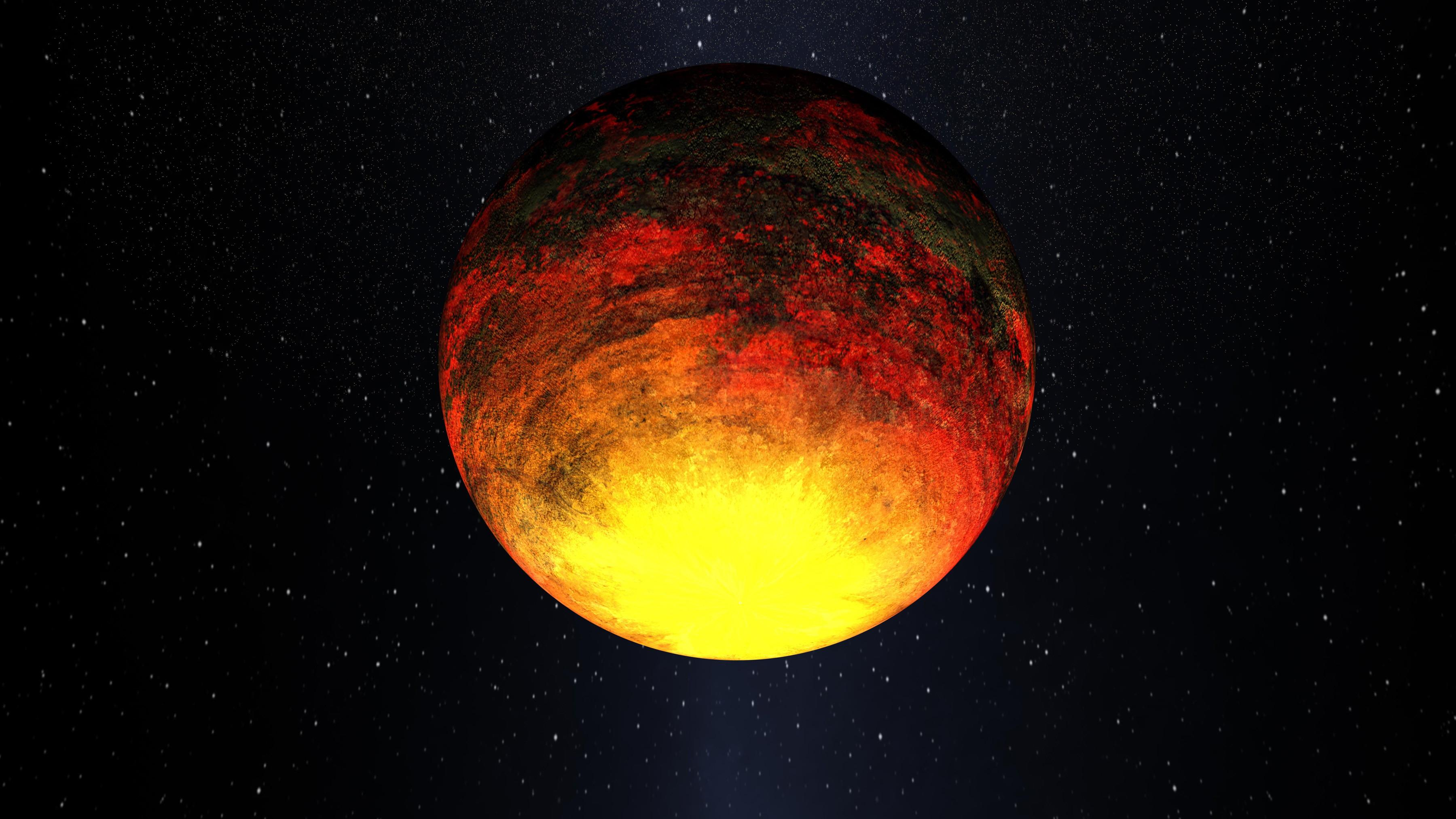
케플러-10b의 상상화. 항성과 매우 가까워서 가열되어 있다.

## 행성계
외계 행성의 이름을 붙이는 원칙에 따라 케플러-10을 도는 외계 행성의 이름은 케플러-10b로 명명되었다. 2011년 발견 사실이 공표되었으며 그 존재가 확정된 암석형 외계행성 중에서는 최초라는 의의가 있다. 이 행성의 질량은 지구의 3.33±0.49 배이며 반지름은 지구의 1.47+0.03
−0.02 배이다. 어머니 별로부터 0.01684 AU 떨어져 0.8375 일에 1회 공전한다. 태양에서 가장 가까운 수성은 태양으로부터 0.3871 AU 떨어져 87.97 일에 1회 공전함을 고려하면 b는 항성에 아주 가까이 있는 셈이다. 극도로 가까운 거리 때문에 궤도이심률은 사실상 0이다. 이는 공전궤도가 완벽에 가까운 원을 그린다는 뜻이다.
케플러 계획 중 b보다 바깥을 도는 케플러-10c가 추가로 발견되었다. 시선속도법으로 추측한 c의 질량은 지구의 17.2±1.9 배에 반지름은 지구의 2.35 배로 2014년 발견 당시 기준으로 가장 거대한 암석 행성으로 기록되었다. c는 어머니 별을 0.24 천문단위 떨어져 45.29일에 1회 돈다.

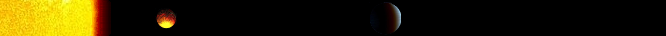
케플러-10 행성계의 개념도.